# 北九州市立文学館
北九州市立文学館（きたきゅうしゅうしりつぶんがくかん）は、福岡県北九州市小倉北区城内にある文学資料館。初代館長は門司区在住のノンフィクション作家、佐木隆三（2012年4月1日からは名誉館長職に、2015年10月31日没）。

## 概要
2006年11月1日開館。
北九州地域は古くから様々な文学関係者を世に送り出してきた。その中でも旧小倉市出身の松本清張については死後単独で記念館がつくられたが、「その他の北九州地域の文学者たちの資料を常設展示するための施設をつくるべきだ」との意見もあがっていた。
そこで、北九州市立中央図書館向かい（同一建物群）にあった北九州市立歴史博物館がいのちのたび博物館に統合された後の施設の活用方法として、中央図書館とも連携を図ることができるとして文学館がつくられることになった。
基本的に、清張以外の北九州地域出身者その他ゆかりの作家にまつわる資料を集約・展示している。館内の自分史ギャラリーにおいて、北九州市自分史文学賞大賞受賞作を閲覧することができる。また、向かいにある中央図書館でも、文学館開館を機に文学館で紹介されている作家の作品のコーナーを充実させるなどの対応を行っている。
北九州市にゆかりのある文学者として、森鷗外、林芙美子、火野葦平、杉田久女などの資料等を展示、また明治以降の北九州文芸に関する常設展示や様々な文学に関する企画展も開催している。
文学賞として、九州芸術祭文学賞、子どもノンフィクション文学を主催すると共に、新たな文学の才能を発掘するという目的で、平成26年度には「林芙美子文学賞」を創設した

## 文学賞をめぐる動向
2021年3月、本館主催の「第12回子どもノンフィクション文学賞」で悠仁親王に対し中学生の部で佳作を授与し作品をホームページ上で公開した。
ただし同作品については、『週刊新潮』2022年2月24日号が「『盗用』疑惑」を報じた。国内諸メディアはこれに追随し、ついには外国の主要メディアまでに及ぶに至り、
2月23日付のデイリー・テレグラフは「日本の15歳の王子、盗作問題にもかかわらず文学賞はそのまま授与」、2月23日付のザ・タイムズは「プリンス悠仁、受賞作の作文のために“ガイドブックを剽窃”」などと報じた。
これを受けて、2022年2月、宮内庁は作文に関し参考文献の記載が不十分だったと明らかにし、「悠仁さまは、指摘に感謝なさっている」と伝えた。2022年4月8日、宮内庁は悠仁親王が、参考文献や注釈などを追記して主催者に送ったことを明らかにした。
ただし同館は、作文の募集要項に「応募した後の訂正は受け付けません」と明記しているにもかかわらず、同12日、ネット上において当初の作文を訂正後の作文に差し替えている。これによって修正版では文末に脚注が2つ加わり、「参考にした資料」として従来は1点だったのが5点となった。
このときの選考委員は那須正幹、最相葉月、リリー・フランキーである。

## 沿革
- 2017年、「展示リニューアル基本計画」を策定し[14]、2020年施工した[15]。